# Антонимы
Анто́нимы (др.-греч. ἀντι- приставка со значением противоположности + ὄνυμα — «имя») — слова одной части речи, различные по звучанию и написанию, имеющие прямо противоположные лексические значения, например: «правда» — «ложь», «добрый» — «злой», «говорить» — «молчать».
Лексические единицы словарного состава языка оказываются тесно связанными не только на основании их ассоциативной связи по сходству или смежности как лексико-семантические варианты многозначного слова. Большинство слов языка не содержит признака, способного к противопоставлению, следовательно, антонимические отношения для них невозможны, однако в переносном значении они могут обрести антоним. Таким образом, в контекстуальной антонимии антонимические отношения слов с прямым значением возможны, и тогда эти пары слов несут эмфатическую нагрузку и выполняют особую стилистическую функцию.
Антонимы возможны у таких слов, значения которых заключают в себе противоположные качественные оттенки, но в основе значений всегда лежит общий признак (вес, рост, чувство, время суток и т. д.). Также противопоставлены могут быть только слова, принадлежащие к одной грамматической или стилистической категории. Следовательно, языковыми антонимами не могут стать слова, относящиеся к разным частям речи или лексическим уровням.
У собственных имён, местоимений и имён числительных антонимов нет.

## Типология антонимических отношений
Антонимы по типу выражаемых понятий:
- контрадикторные корреляты — такие противоположности, которые взаимно дополняют друг друга до целого, без переходных звеньев; они находятся в отношении привативной оппозиции. Примеры: плохой — хороший, ложь — истина, живой — мёртвый.
- контрарные корреляты — антонимы, выражающие полярные противоположности внутри одной сущности при наличии переходных звеньев — внутренней градации; они находятся в отношении градуальной оппозиции. Примеры: чёрный (— серый —) белый, старый (— пожилой — средних лет —) молодой, большой (— средний —) маленький.
- векторные корреляты — антонимы, выражающие разную направленность действий, признаков, общественных явлений и т. д. Примеры: войти — выйти, спуститься — подняться, зажечь — потушить, революция — контрреволюция.
- конверсивы — слова, описывающие одну и ту же ситуацию с точки зрения разных участников. Примеры: купить — продать, муж — жена, преподавать — учиться, проиграть — выиграть, потерять — найти, молодой — старый.
- энантиосемия — наличие в структуре слова противоположных значений. Примеры: одолжить кому-то денег — одолжить у кого-то денег, обнести чаем — угостить и не угостить.
- прагматические — слова, которые регулярно противопоставляются в практике их употребления, в контекстах (прагматика — «действие»). Примеры: душа — тело, ум — сердце, земля — небо[2].

По структуре антонимы бывают:
- разнокорневые (вперёд — назад);
- однокорневые — образуются с помощью приставок, противоположных по смыслу: входить — выходить, либо с помощью приставки, прибавляемой к исходному слову (монопольный — антимонопольный).

С точки зрения языка и речи антонимы разделяют на:
- языковые (узуальные) — антонимы, существующие в системе языка (богатый — бедный);
- контекстные (контекстуальные, речевые, окказиональные) — антонимы, возникающие в определённом контексте (чтобы проверить наличие данного типа, надо свести их к языковой паре) — (золотой — полушка медная, то есть дорогой — дешёвый). Они часто встречаются в пословицах.

С точки зрения действия антонимы бывают:
- соразмерные — действие и противодействие: входить — выходить, богатеть — беднеть;
- несоразмерные — действие и бездействие (в широком смысле): включать — выключать, присутствовать — отсутствовать.

## Антонимы в поэзии
Часто антонимы используют в поэзии, например в названии произведений: «Дни и ночи» К. Симонова, «Война и мир» Л. Н. Толстого, и т. д., в создании иронического подтекста (см. у М. Горького: …Не стану говорить, как горько живётся рабочим в этих сладких заведениях, производящих конфеты и пряники) или для создания объёмности описываемого события (см. у В. В. Маяковского: Радость ползёт улиткой; у горя бешеный бег).